# پمپاژ نوری

پمپاژ نوری یک میله (پرتو) لیزر (پایین) با یک لامپ قوس (بالا). قرمز: گرم. آبی: سرد. سبز: نور. فلش‌های غیر سبز: جریان آب. رنگ‌های جامد: متالیک. رنگ‌های روشن: کوارتز ذوب شده. لامپ قوسی (بالا). شیشه سیلیسی.

پمپاژ نوری (انگلیسی: Optical pumping) فرایندی است که در آن از نور برای بالا بردن (یا "پمپ") الکترون‌ها از تراز انرژی پایین‌تر در یک اتم یا مولکول به یک واحد بالاتر استفاده می‌شود. معمولاً در ساخت لیزر برای پمپاژ محیط فعال لیزر به منظور دستیابی به وارونگی جمعیت مورد استفاده قرار می‌گیرد. این تکنیک توسط برنده جایزه نوبل ۱۹۶۶، آلفرد کاستلر، در اوایل دههٔ ۱۹۵۰ توسعه یافت.
پمپاژ نوری همچنین برای پمپاژ چرخشی الکترون‌هایی که در یک اتم یا مولکول به یک حالت کوانتومی کاملاً مشخص متصل شده‌اند، استفاده می‌شود. برای ساده‌ترین حالت پمپاژ نوری همدوسی دو سطح یک نوع اتمی حاوی یک الکترون با یک لایه بیرونی، این به این معنی است که الکترون به‌طور منسجم به یک زیر سطح منفرد هایپرفین می‌شود (با برچسب {\ displaystyle (labeled {\displaystyle m_{F}\!})، که با قطبش پمپ لیزر همراه با قوانین انتخاب کوانتوم تعریف می‌شود. هنگام پمپاژ نوری، گفته می‌شود که اتم در یک {\displaystyle m_{F}\!} حالت برانگیخته قرار دارد، با این وجود، زیر سطح، به دلیل ماهیت چرخه‌ای پمپاژ نوری، الکترون متصل شده در واقع تحت تحریک و فروپاشی مکرر بین دو سطح زیر سطح بالا و پایین قرار خواهد گرفت. فرکانس و قطبش لیزر پمپ، {\displaystyle m_{F}\!} را تعیین می‌کند، زیر سطح که در آن اتم جهت‌گیری شده‌است.
در عمل، پمپاژ نوری کاملاً منسجم ممکن است به دلیل افزایش قدرت پهنای خط انتقال و اثرات نامطلوب مانند به دام انداختن ساختار فوق‌العاده ظریف و به دام انداختن تابش رخ ندهد؛ بنابراین جهت‌گیری اتم به‌طور کلی بیشتر به فرکانس، شدت، قطبش و پهنای باند طیفی لیزر و همچنین عرض و احتمال انتقال انتقال جذب بستگی دارد.
یک آزمایش پمپاژ نوری معمولاً در آزمایشگاه‌های کارشناسی فیزیک، با استفاده از ایزوتوپ‌های گاز روبیدیوم و نمایش تابش الکترومغناطیسی فرکانس رادیویی (مگاهرتز) برای پمپ و پمپاژ مؤثر این ایزوتوپها، مشاهده می‌شود.